# Johann Riegler
Johann Riegler (17 luglio 1929 – 31 agosto 2011) è stato un calciatore austriaco, di ruolo attaccante.

## Palmarès

### Club

#### Competizioni nazionali
- Campionato austriaco: 6

Rapid Vienna: 1950-1951, 1951-1952, 1953-1954, 1955-1956, 1956-1957, 1959-1960
- Coppa d'Austria: 1

Rapid Vienna: 1960-1961

#### Competizioni internazionali
- Zentropa Cup: 1

SK Rapid: 1951

### Individuale
- Capocannoniere della Coppa Mitropa: 1

1957 (5 gol) a pari merito con Dezső Bundzsák